# Барт (Немачка)
Барт (њем. Barth) град је у њемачкој савезној држави Мекленбург-Западна Померанија. Једно је од 64 општинска средишта округа Нордфорпомерн. Према процјени из 2010. у граду је живјело 8.815 становника. Посједује регионалну шифру (AGS) 13057009.

## Географски и демографски подаци
Барт се налази у савезној држави Мекленбург-Западна Померанија у округу Нордфорпомерн. Град се налази на надморској висини од 2 метра. Површина општине износи 40,9 km². У самом граду је, према процјени из 2010. године, живјело 8.815 становника. Просјечна густина становништва износи 216 становника/km².